# Johanna Kampmann-Freund

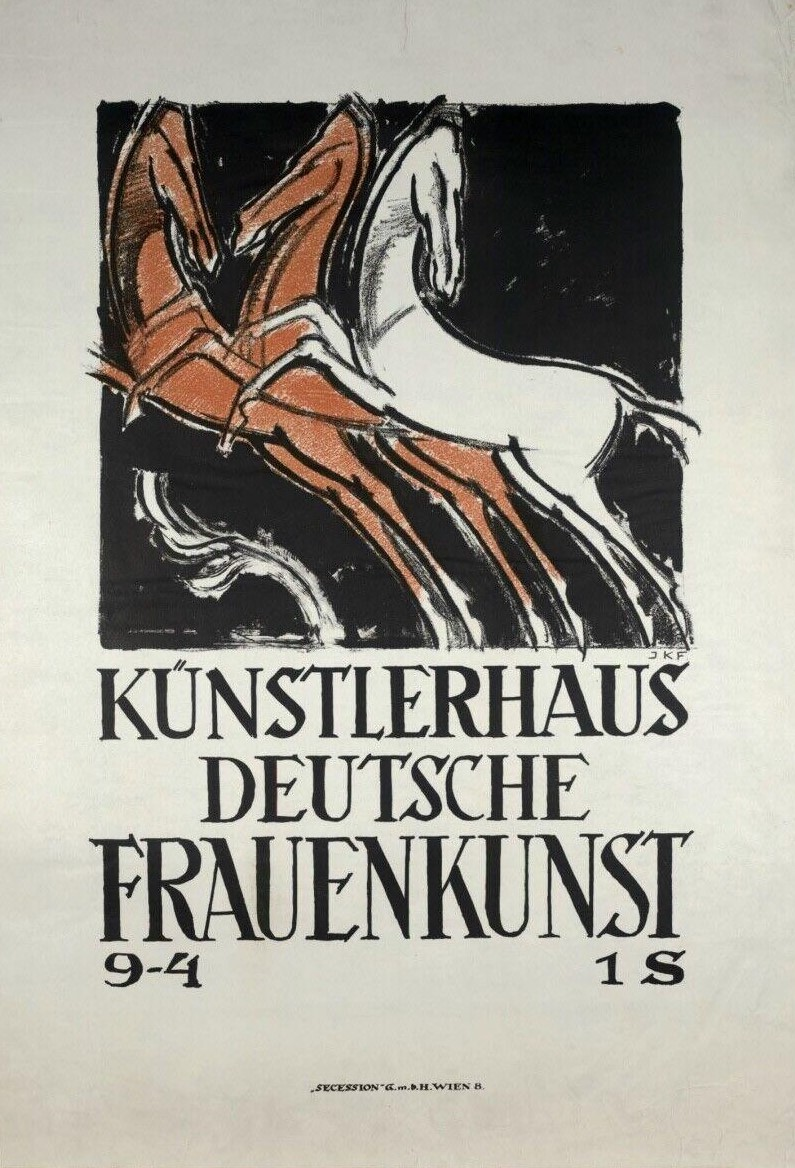
Johanna Kampmann-Freund – KÜNSTLERHAUS; DEUTSCHE FRAUENKUNST, Farblithographie, c. 1920. Secession Graphische Kunstanstalt, Wien (Druck), 1005 mm × 695 mm

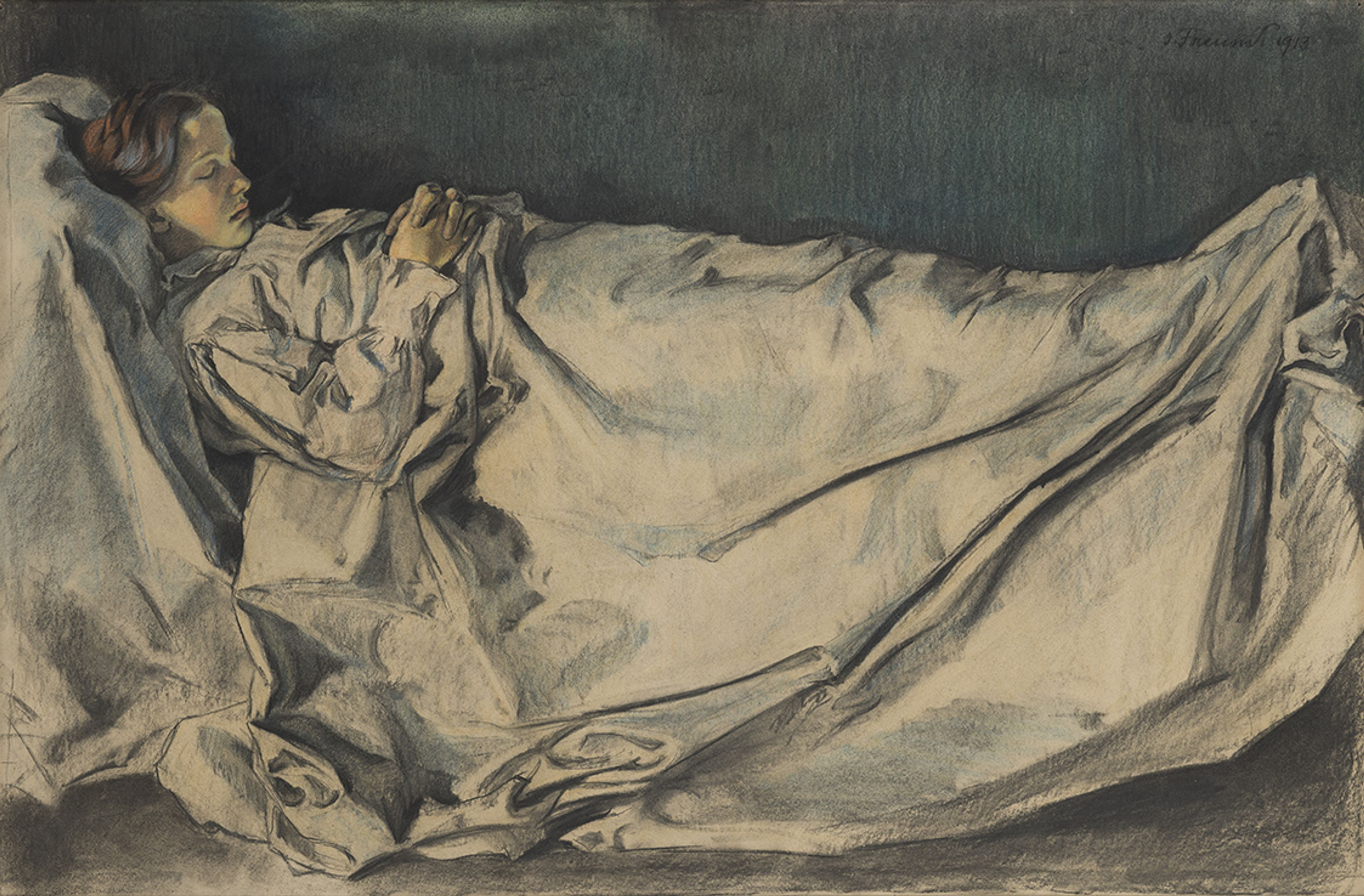
Johanna Kampmann-Freund: Das tote Kind, 1913. Zeichnung, Farbkreide auf Papier, 80 × 120 cm

 Johanna Kampmann-Freund  (* 25. März 1888 in Wien; † 1. Juli 1940 in Wien) war eine österreichische Malerin und Grafikerin.

## Leben und Werk
Johanna Kampmann-Freund besuchte zunächst 1903/1904 die Wiener Malschule Pönninger. Danach studierte sie von 1904 bis 1908 an der Wiener Kunstschule für Frauen und Mädchen und anschließend bis 1910 an der Damenakademie des Münchner Künstlerinnen-Vereins bei Heinrich Knirr. 1916 heiratete sie den Oberstleutnant Karl Kampmann, der 1923 verstarb.
Sie war ab 1913 Mitglied des Künstlerbundes, außerdem gehörte sie der Wiener Frauenkunst und der Vereinigung bildender Künstlerinnen Österreichs an, an deren Ausstellungen sie sich von 1910 bis 1936 regelmäßig beteiligte. Von 1920 bis 1925 war sie korrespondierendes und 1925/1926 außerordentliches Mitglied des Hagenbunds.
Johanna Kampmann-Freund schuf vorwiegend Zeichnungen, häufig Bildnisse, die sie mit Kohle, Bleistift und Kreide anfertigte, außerdem Radierungen (u. a. zehnteilige Mappe Alt-Wiener Musikerhäuser, 1923) und Porträtminiaturen auf Elfenbein. 1927 erhielt sie für ihr Bild Hagar als erste weibliche Trägerin den österreichischen Staatspreis. 
Neben ihrer künstlerischen Tätigkeit arbeitete sie hauptberuflich als Zahntechnikerin, wurde aber 1939 von den Nationalsozialisten als „Mischling“ eingestuft und mit Berufsverbot belegt.

## Ausstellungen (Auswahl)
- 1910, 1912/1913, 1914, 1917, 1923, 1925–1927, 1929, 1930, 1932, 1934, 1936: Vereinigung bildender Künstlerinnen Österreichs, Wien
- 1919–1921: Hagenbund, Wiener Secession
- 1925: Deutsche Frauenkunst, Künstlerhaus Wien
- 2019: Stadt der Frauen. Künstlerinnen in Wien von 1900 bis 1938. Österreichische Galerie Belvedere, Unteres Belvedere (mit Katalog)